# Cây Trường II
Cây Trường II (còn được viết là Cây Trường 2 hay vắn tắt là Cây Trường) là một xã thuộc huyện Bàu Bàng, tỉnh Bình Dương, Việt Nam.

## Địa lý
Xã Cây Trường II nằm ở phía bắc huyện Bàu Bàng, có vị trí địa lý:
- Phía đông giáp xã Trừ Văn Thố và thị trấn Lai Uyên
- Phía nam giáp huyện Dầu Tiếng và thị trấn Lai Uyên
- Phía tây giáp huyện Dầu Tiếng
- Phía bắc giáp tỉnh Bình Phước và huyện Dầu Tiếng.

Xã Cây Trường II có diện tích 44,64 km², dân số năm 2021 là 6.484 người, mật độ dân số đạt 145 người/km².

## Hành chính
Xã Cây Trường II được chia thành 4 ấp: Bà Tứ, Ông Chài, Ông Thanh, Suối Cạn.

## Lịch sử
Xã Cây Trường II là một trong 10 xã được thành lập năm 1979 từ vùng kinh tế mới của huyện Bàu Bàng.

## Giao thông
Xã Cây Trường II nằm ở phía tây Quốc lộ 13. Đường ĐT 750 giao cắt với Quốc lộ 13 tại ngã ba Trừ Văn Thố ( thuộc xã Trừ Văn Thố), chạy khoảng 7 km là đến xã Cây Trường II. Hệ thống giao thông của xã bao gồm: đường DT 750, đường Hồ Chí Minh, DH 614 nối với xã Long Tân, huyện Dầu Tiếng, đường 6A, 6B, chạy song song với DT 750 và các đường nhánh kết nối.